# God of War: Betrayal
God of War: Betrayal è un gioco per cellulare di avventura dinamica sviluppato da Javaground e dalla divisione di Los Angeles di Sony Online Entertainment (SOE) e pubblicato da Sony Pictures Digital. Rilasciato per i telefoni cellulari che supportano Java Platform, Micro Edition (Java ME) il 20 giugno 2007, è il terzo capitolo della serie God of War e il quinto in ordine cronologico. Liberamente ispirato alla mitologia greca, Betrayal è ambientato nell'antica Grecia e ha la vendetta come tematica centrale. Il giocatore controlla il protagonista Kratos, che è diventato il nuovo dio della guerra dopo aver ucciso il precedente, Ares. Kratos è incastrato per l'omicidio di Argo e persegue il vero assassino in tutta la Grecia, provocando uno scontro con il messaggero dell'Olimpo Keryx.
Betrayal è l'unico episodio della serie a essere stato pubblicato su una piattaforma diversa da PlayStation e presentato come un gioco a scorrimento laterale bidimensionale (2D). Nonostante i limiti della piattaforma mobile, rispetto alle sue controparti per console domestiche, mantiene l'approccio orientato all'azione dei suoi predecessori, con la stessa combinazione di elementi di combattimento basati su combo, platform e puzzle game. Sebbene God of War sia quindi principalmente una serie per console casalinga, Betrayal è stato elogiato per la sua fedeltà alla serie in termini di gameplay, stile artistico e grafica. È stato dichiarato "Gioco wireless del mese" (giugno 2007) e "Miglior gioco piattaforma" (wireless) del 2007.

## Trama
Kratos, neo dio della guerra, usa i suoi poteri per accrescere il dominio di Sparta conquistando le città nemiche: durante l'assalto a una di queste, le truppe spartane vengono attaccate da Argo, una bestia mandata da Era per fermare gli Spartani e dissuadere Kratos dai suoi propositi di conquista. Dopo diversi scontri Kratos riesce a intrappolare Argo nelle condotte fognarie della città senza ucciderlo ma il mostro viene subito abbattuto da un misterioso assassino che, in questo modo, cerca di infangare la reputazione di Kratos agli occhi degli dèi dell'Olimpo. Kratos insegue l'uccisore di Argo attraverso tutta la Grecia al fine di scoprire l'identità del mandante; Zeus è l'unico, oltre Atena, a tollerare le azioni di Kratos, mentre tutti gli altri dèi sono sempre più contro di lui: il mandante dell'assassino ha evidentemente intenzione di metterlo contro tutto l'Olimpo aizzando l'odio della Regina degli dèi, creatrice di Argo.
Durante l'inseguimento, diversi mostri e legionari non morti attaccano Kratos, che sospetta ci sia Ade dietro la cospirazione poiché ha ucciso sua moglie Persefone. Nel frattempo l'assassino continua a fuggire, uccidendo diversi soldati spartani durante la fuga: Kratos è deciso a vendicare la morte dei suoi uomini, e Zeus, infuriato per la distruzione che tutto questo sta causando, manda suo nipote Keryx come messaggero per ordinare allo spartano di fermare la sua caccia. Keryx incontra Kratos, ma il dio della guerra si rifiuta di cessare la caccia e affronta il messaggero in battaglia; approfittando della situazione, l'assassino riesce a fuggire, e il Fantasma di Sparta non lo rivedrà mai più. Kratos uccide dunque Keryx, che muore dicendo con il suo ultimo respiro: "Kratos, uccisore degli dèi!".
Il dio della guerra celebra la vittoria coi suoi soldati ma Zeus, osservando il corpo del nipote, decide di prendere in mano la situazione dopo quest'atto di sfida; lo spartano si rende conto che gli dèi non lo accetteranno mai e che Zeus non lo perdonerà: forse l'assassino non è riuscito a screditarlo ma certamente si è screditato da solo uccidendo un altro dio dopo Ares. Il suo desiderio di vendetta contro gli dèi non è tuttavia diminuito dopo che essi, pur ammettendolo tra loro, non lo hanno liberato dalle sue tremende visioni. Kratos riprende quindi ad assediare Rodi ma sa che la guerra con gli Olimpici ormai è all'orizzonte.

## Accoglienza
| Testata      | Giudizio |
| ------------ | -------- |
| Blogcritics  | 5/5      |
| GamesRadar+  | 4/5      |
| IGN          | 9,0/10   |
| Modojo       | 3/5      |
| Pocket Gamer | 8/10     |

Betrayal ha ricevuto un'accoglienza mista, ricevendo elogi per la sua fedeltà alla serie in termini di gameplay, stile artistico e grafica. Levi Buchanan di IGN lo ha definito "il vero terzo gioco della serie killer". Allo stesso modo, Matt Paprocki di Blogcritics ha scritto: "Betrayal è un'estensione a tutti gli effetti del franchise di God of War e si guadagna il suo titolo". Ha detto che è "uno dei migliori giochi per dispositivi mobili a cui tu abbia mai giocato e ha davvero reso il formato una parte rilevante dell'attuale scena dei videogiochi". Per quanto riguarda la violenza, Chris Antista di GamesRadar ha affermato che è "probabilmente la cosa più cruenta che il tuo cellulare abbia mai visto". Sebbene non sia "un'esperienza rivoluzionaria", Will Freeman di Pocket Gamer ha affermato che "è una versione assolutamente impressionante e assolutamente solida che i fan della piattaforma mobile apprezzeranno". Justin Davis di Modojo ha detto che mentre Betrayal paia abbastanza avvincente fino alla fine, "[non mi sembrava] che mi stessi divertendo".
Commentando il sistema di combattimento, Paprocki ha asserito che nonostante il sistema semplificato delle combo, gli sviluppatori sono "riusciti a infondere la pura brutalità e la forza per cui God of War è noto all'interno dei confini della piattaforma [mobile]". A causa del sistema semplificato, le situazioni che richiedono le abilità magiche di Kratos sono rare. Tuttavia, se i giocatori scelgono di usare queste abilità, selezionarle richiede ai giocatori di scorrere l'intero inventario. Paprocki ha anche criticato la mancanza di una funzione di salvataggio automatico, poiché il gioco non salva la posizione del giocatore quando riceve una telefonata, il che "può portare a una frustrazione insopportabile". Freeman ha affermato che la combinazione delle armi e dei quick time event rendono il combattimento "un'interpretazione convincente dell'azione nei giochi per console originali". Davis ha affermato che sebbene ci siano elementi puzzle e platform, l'attenzione è "chiaramente sul combattimento" e ha ritenuto che il sistema di combattimento fosse "un po' superficiale".

### Premi
IGN ha nominato Betrayal "Gioco wireless del mese" per giugno 2007.  In occasione dei Best of 2007 - Wireless Awards, la stessa testata lo ha inoltre nominato "Miglior gioco a piattaforme".